# Moorilla Hobart International 2010
Il  Moorilla Hobart International 2010 è stato un torneo di tennis giocato sul cemento.
È stata la 17ª edizione del Moorilla Hobart International,che fa parte della categoria International nell'ambito del WTA Tour 2010. Si è giocato al Hobart International Tennis Centre di Hobart in Australia, dal 10 al 16 gennaio 2010.

## Partecipanti

### Teste di serie
| Nazionalità | Giocatrice              | Ranking1 | Testa di serie |
| ----------- | ----------------------- | -------- | -------------- |
| Spagna      | Anabel Medina Garrigues | 27       | 1              |
| Israele     | Shahar Peer             | 30       | 2              |
| Ucraina     | Kateryna Bondarenko     | 31       | 3              |
| Ucraina     | Al'ona Bondarenko       | 32       | 4              |
| Spagna      | Carla Suárez Navarro    | 33       | 5              |
| Canada      | Aleksandra Wozniak      | 34       | 6              |
| Cina        | Zheng Jie               | 35       | 7              |
| Argentina   | Gisela Dulko            | 36       | 8              |

- 1Ranking al 4 gennaio 2010

### Altre partecipanti
Giocatrici che hanno ricevuto una Wild card:
- Sophie Ferguson
- Alicia Molik
- Olivia Rogowska

Giocatrici passate dalle qualificazioni:
- Elena Baltacha
- Kirsten Flipkens
- Alla Kudrjavceva
- Roberta Vinci

## Campionesse

### Singolare
Al'ona Bondarenko ha battuto in finale  Shahar Peer con il punteggio di 6–2, 6–4.

### Doppio
Chuang Chia-jung /  Květa Peschke hanno battuto in finale  Chan Yung-jan /  Monica Niculescu con il punteggio di 3–6, 6–3, 10–7.